# بيتي أرلين
بيتي أرلين (بالإنجليزية: Betty Arlen)‏ (4 نوفمبر 1909 - 4 أغسطس 1966) ممثلة وراقصة أمريكية، اشتهرت باختيارها كواحدة من "نجمات بيبي" ضمن مبادرة WAMPAS عام 1925، وهي حملة دعائية كانت تُنظّمها رابطة معلني الصور المتحركة في أمريكا لاختيار نجمات شابات واعدات في صناعة السينما الصامتة في هوليوود.